# Logistyka kontraktowa
Logistyka kontraktowa – usługa logistyczna, która dotyczy szeregu operacji prowadzonych na powierzchni magazynowej. Długoterminowe i kompleksowe zarządzanie operacjami magazynowymi, a często centralnym magazynem klienta, który zdecydował się na outsourcing usług logistycznych. Jest to bardziej zaawansowana usługa świadczona na rynku TSL (Transport–Spedycja–Logistyka).
Począwszy od dostawy do magazynu przesyłki podlegają wyładunkom i dekonsolidacji, po czym trafiają na właściwe miejsce na regale magazynowe. Po otrzymaniu „zamówienia na konkretne towary” magazyn kompletuje zlecenie, czyli przepakowuje i kompletuje pod konkretne wymagania odbiorcy, zabezpiecza ładunek i przygotowuje do dystrybucji.
Na zlecenie klienta operator wykonuje także usługi dodatkowe, takie jak tworzenie zestawów promocyjnych, etykietowanie, foliowanie, czy też wzbogacanie produktów o dodatkowe elementy, jak np. instrukcje obsługi. Tak przygotowane przesyłki trafiają do odbiorców – sklepów, supermarketów, hurtowni lub fabryk.
Profesjonalna logistyka kontraktowa opiera się na systemie informatycznym specjalnie przygotowanym do zarządzania operacjami magazynowymi (WMS – ang. Warehouse Managment System). System pokazuje przepływów towarów na magazynie, na bieżąco monitoruje poziom stanów magazynowych, zarządza towarami i wskazuje miejsce ich pobytu, zarządza pracą magazynierów i wysyła zlecenia do osób zajmujących się kompletacją dostaw.